# Ljudmila Ivanovna Saraskinová
Ljudmila Ivanovna Saraskinová (rusky Людмила Ивановна Сараскина; * 12. února 1947 Liepāja) je ruská filoložka, literární vědkyně a kritička. Je specialistkou na literární tvorbu Dostojevského, Solženicyna a ruskou literaturu XIX. až XXI. století.

## Život
Vystudovala filologickou fakultu Kropyvnyckého pedagogického institutu (1969). V letech 1969 až 1972 byla asistentkou zdejší katedry ruského jazyka a literatury. V letech 1972 až 1974 působila jako učitel na katedře ruské literatury Moskevského státního pedagogického institutu. V letech 1974 až 1976 pracovala jako vědecký pracovník v oddělení teorie bibliologie Státní knihovny V. I. Lenina SSSR. V roce 1976 ukončila postgraduální studium na Moskevském státním pedagogickém institutu a obhájila práci na téma Vývoj narativních forem v díle Dostojevského. V období 1976 až 2001 byla vědeckým pracovníkem v oddělení literatury Výzkumného ústavu výtvarné výchovy Akademie pedagogických věd RSFSR.
V letech 2001 až 2012 byl vedoucím a od ledna 2012 hlavním výzkumným pracovníkem Státního ústavu dějin umění.
Je autorkou mnoha knih, asi 400 vědeckých a novinářských článků, editorkou mnoha sborníků.